# 法雲寺 (臺北市)
25°02′04″N 121°31′53″E / 25.0343121°N 121.5313122°E
法雲寺，位於台灣台北市新生南路，為主祀釋迦牟尼之佛教廟宇。該廟宇興建於1959年，為位於台北大安區的公寓式建築廟宇。另外，該廟宇的組織型態為管理人制，祭典日期則是每年農曆之四月八日浴佛節。